# Суматранско бодљикаво прасе
Суматранско бодљикаво прасе (лат. Hystrix sumatrae) је сисар из реда глодара. 

## Угроженост
Ова врста није угрожена, и наведена је као последња брига јер има широко распрострањење.

## Распрострањење
Ареал суматранског бодљикавог прасета је ограничено на једну државу. Индонезија је једино познато природно станиште врсте.

## Станиште
Суматранско бодљикаво прасе је присутно на подручју острва Суматра у Индонезији.